# John Baldacci
John Elias Baldacci, född 30 januari 1955 i Bangor i Maine, är en amerikansk demokratisk politiker. Han var guvernör i Maine från 2003 till 2011.
Baldacci är av italiensk och libanesisk härkomst. Han studerade historia vid University of Maine.
Baldacci valdes till delstatens senat, Maine State Senate, 1982, och han var där i hela 12 år. Han var ledamot av USA:s representanthus 1995-2003.
Som guvernör fick Baldacci ta itu med ett enormt budgetunderskott och lyckades balansera delstatens budget under de två första åren utan att höja skatter. År 2005 lånade delstaten sedan 450 miljoner dollar på Baldaccis initiativ för att ha råd med de ökade utbildningsutgifterna. År 2006 undertecknade han ett avtal med det av Venezuelas regering ägda företaget CITGO Petroleum för att skaffa olja till uppvärmningen av fattiga invånares hus. Följande år höjdes tobaksskatten. År 2008 satsade Baldacci på nedskärningar för att balansera budgeten och år 2009 undertecknade han lagen om samkönade äktenskap.
Författaren David Baldacci och tidigare majoritetsledaren i USA:s senat George J. Mitchell är hans kusiner.